# Kwartalnik Filozoficzny
Kwartalnik Filozoficzny (tên tiếng Anh: Philosophical Quaterly (in Poland)) là một tạp chí khoa học và công nghệ được thành lập và xuất bản bởi trường Đại học Jagiellonian và Học viện Khoa học và Nghệ thuật Ba Lan từ năm 1922. Tạp chí là nơi xuất bản các công trình nghiên cứu khoa học ở các lĩnh vực triết học lục địa (hiện tượng học và thông diễn học) và triết học Anglo-Saxon (chủ nghĩa thực dụng, chủ nghĩa tân học và triết học phân tích). Tạp chí xuất bản bằng tiếng Ba Lan, một năm có bốn số.

## Mã số xuất bản
- ISSN: 1230-4050 (bản in)
- GICID: 71.0000.1500.2758
- Cơ quan xuất bản: Trường Đại học Jagiellonian và Học viện Khoa học và Nghệ thuật Ba Lan.

## Hồ sơ khoa học[2]
- Nhóm chuyên môn: Nghệ thuật và Nhân văn (tất cả)
- Danh mục Web khoa học: Triết học
- Cơ sở dữ liệu khoa học mà tạp chí được lập chỉ mục trong: CEJSH

## Ban biên tập[3]
- Władysław Stróżewski (tổng biên tập)
- Sebastian T. Kołodziejczyk (phó tổng biên tập)
- Maria Małgorzata Baranowska (thư ký biên tập)

## Hội đồng khoa học
- Marek Drwięga
- Włodzimierz Galewicz
- Ernest Lepore
- Kevin Mullingan
- Andrzej Półtawski
- David Rosenthal
- Peter Simons
- Władysław Stróżewski
- Beata Szymańska
- Jerzy Szymura
- Amie Thomasson
- Adam Węgrzecki
- Jan Woleński